# Luigi Calce
Luigi Calce (* 23. Januar 1974 in North York, Ontario) ist ein ehemaliger kanadischer Eishockeyspieler mit deutscher Staatsangehörigkeit, der im Laufe seiner Karriere unter anderem für die Heilbronner Falken in der 2. Bundesliga sowie die Ratinger Ice Aliens, Dresdner Eislöwen und Moskitos Essen aktiv war. Sein Sohn Luigi Calce junior ist ebenfalls Eishockeyspieler.

## Spielerkarriere
Der 1,78 m große Stürmer spielte zunächst in der kanadischen Top-Juniorenliga OHL, wechselte dann aber in die tiefklassigere Ontario Provincial Junior A Hockey League zu den Burlington Cougars. Zur Saison 1995/96 unterschrieb der Linksschütze einen Vertrag in Europa, wo er eine Spielzeit lang für den HC Alleghe aus der italienischen Serie A auf dem Eis stand und sich dann dem deutschen Drittligisten Adendorfer EC anschloss. Über den ERSC Amberg und die Eishockeymannschaft von Eintracht Braunschweig gelangte der Angreifer zum Oberligisten Ratinger Ice Aliens, für die er drei Spielzeiten lang spielte. Anschließend verbrachte Calce zwei Jahre beim Ligakonkurrenten Dresdner Eislöwen und wechselte dann in die 2. Eishockey-Bundesliga zu den Moskitos Essen. Seit der Saison 2006/07 steht der Kanadier für die Heilbronner Falken auf dem Eis, mit denen er 2007 als Oberligameister in die 2. Bundesliga zurückkehrte. Zudem wurde Luigi Calce von den Anhängern der Falken in den Spielzeiten 2007/08 und 2008/09 zum teaminternen „Spieler der Saison“ gewählt.
2013 beendete Calce seine Spielerkarriere und gehörte ab 2014 zum Trainerstab der Heilbronner Falken im Nachwuchs- und Profibereich. Ab 2016 betreute er verschiedene Nachwuchsmannschaften der Jungadler Mannheim, unter anderem in der U17-DNL.

## Karrierestatistik
(Legende zur Spielerstatistik: Sp oder GP = absolvierte Spiele; T oder G = erzielte Tore; V oder A = erzielte Assists; Pkt oder Pts = erzielte Scorerpunkte; SM oder PIM = erhaltene Strafminuten; +/− = Plus/Minus-Bilanz; PP = erzielte Überzahltore; SH = erzielte Unterzahltore; GW = erzielte Siegtore; 1 Play-downs/Relegation; Kursiv: Statistik nicht vollständig)

1) inklusive Vorgängerliga „2. Liga“
2) inklusive Vorgängerligen („1. Liga“, „Bundesliga“)